# Пантелеимон (Родопулос)
Митрополи́т Пантеле́имон (греч. Μητροπολίτης Παντελεήμων, в миру Эва́нгелос Родо́пулос, греч. Ευάγγελος Ροδόπουλος; 1929, Афины — 7 августа 2019, Салоники или Влатадон, Македония-Фракия) — епископ Константинопольской православной церкви, митрополит Тиролойский и Серендийский, ипертим и экзарх Фракии. Греческий богослов, деятель экуменического движения.

## Биография
По получении среднего образования, поступил на богословский факультет Афинского университета, который окончил в 1952 году.
В 1952 году епископом Гирокастринским Пантелеимоном (Котокосом) был рукоположён во диакона с наречением имени Пантелеимон.
В августе 1954 году епископом Рогонским Дионисием (Псарианосом) рукоположён во пресвитера.
В 1954—1957 годах обучался в аспирантуре по богословию в Лондоне и Оксфорде, а в 1957—1958 годах — во Франкфурте. Защитил труд на тему «Евхологион Серапиона».
Вернулся в Грецию и был назначен протосинкеллом Фессалоникийской митрополии и настоятелем кафедрального храма святой Софии в Салониках.
В 1958 году стал профессором богословского факультета Афинского университета. В 1960 году перешёл на богословский факультет Университета Аристотеля в Салониках. Оставаясь лектором Салоникского университета в 1963—1966 годах состоял деканом Греческого колледжа и богословской школы Святого Креста в Бруклайне, штат Массачусетс, США.
В 1964 году был направлен наблюдателем от Константинопольского Патриархата на Второй Ватиканский собор Римо-Католической церкви.
В 1968 году был избран профессором канонического права и пастырского богословия Богословского факультета Университета Аристотеля в Салониках. Состоял в Сенате университета в 1976—1977 годах, был деканом богословского факультета в 1977—1978 годах, а также вице-деканом и деканом всего университета в 1981—1983 годах. Одновременно, в 1972—1979 годах состоял деканом Богословского института святого Иоанна Дамаскина Антиохийского Патриархата, который в 1975—1979 годах из-за гражданской войны была эвакуирована из Баламанда в Салоники.
9 июня 1974 года был хиротонисан во епископа Тианского с возведением в сан митрополита.
15 ноября 1977 года был назначен митрополитом Тиролойским и Серендийским.
Являлся членом Центрального комитета Всемирного совета церквей и Национального совета церквей США. Состоял вице-президентом (1978—1983), президентом (1983—1991) и почётным президентом (с 1991 года) Международного совета православных церквей за справедливость (Вена). Участвовал во многочисленных межцерковных конференциях.
В 1985—2012 годы был настоятелем ставропигиального монастыря Влатадон в Салониках. В 1985—1989 годы — президент Административного совета Патриаршего центра святоотеческих исследований монастыря Влатадон, впоследствии — вице-президент.
Состоял сопредседателем со стороны православных церквей Смешанного комитета по богословскому диалогу между Православной Церковью и Международным советом реформатских церквей. Был президентом оргкомитета ежегодных Димитриевских симпозиумов о христианстве в Салониках; почётным членом Административного совета Венского института «Pro Oriente».
Упокоился 7 августа 2019 года в Салониках. Отпевание и погребение состоялось в монастыре Влатадон.